# Clémentine Beaugrand
Pour les articles homonymes, voir Beaugrand.
Clémentine Beaugrand, née le 7 mars 1980 à Calais (Pas-de-Calais), est une actrice française.

## Biographie
Artiste, interprète et vidéaste, Clémentine Beaugrand est révélée en tant qu'actrice au cinéma par son rôle dans le film Le Premier venu sorti en 2008, de Jacques Doillon.

## Filmographie sélective

### Actrice
- 2008 : Le Premier venu de Jacques Doillon : Camille
- 2010 : Sauvage de Jean-François Amiguet : Adriana
- 2013 : Tout est permis de Émilie Deleuze
- 2013 : Madeleine et les deux apaches de Christelle Lheureux : Myrtille
- 2018 : Paul est mort d'Antoni Collot : Brune Hellman

### Réalisatrice
- 2021 : Tout le monde dit la chatte

## Expositions
- 2011 : Domaine du Saulchoir
- 2012 : Centre équatorien d'art contemporain.   Exposition monographique
- 2012 : Art Brussels, Galerie Nadja Vilenne

## Distinctions
- 2008 : Prix du Meilleur Espoir Féminin du festival MK2 Close-Up, pour Le Premier venu